# Quelona
Quelona (del grec Χελώνη), segons la mitologia grega, és el nom de la tortuga.
Servi relata que era una donzella que vivia en una casa prop d'un riu. Tot i haver estat convidada per Hermes a la boda de Zeus i Hera, no hi va assistir. Hermes havia convidat al casament, no sols els déus, sinó també als humans i fins i tot als animals. En advertir que Quelona no hi era, el déu Hermes, ofès, va tornar a la terra, la va llençar, amb la seva casa, a un riu, transformant-la en una tortuga, i per aquest motiu, va haver d'arrossegar sempre amb ella la seva llar.